# Ingundis
Ingundis o Ingunda (¿?-584) fue una princesa franca y esposa de San Hermenegildo.

## Historia
Era una princesa franca, hija de Sigeberto I y de Brunegilda y, dentro de una política de alianzas políticas pactada entre su madre Brunegilda y su abuela, la reina visigoda Gosuinda, se casó con Hermenegildo, hijo del rey visigodo Leovigildo. 
Al llegar a la corte toledana, fue bien recibida por su futuro marido y sus suegros, Leovigildo y Gosuinda, quien también era su abuela, por ser madre de Brunegilda. Esta relación se enturbió rápidamente por la negativa de Ingunda a ser bautizada como arriana, y por su resistencia sufrió maltratos de su suegra y abuela, Gosuinda. Esta situación pareció enderezarse cuando Leovigildo asoció al trono a Hermenegildo y lo mandó a la Bética. Allí, Ingunda conoció a san Leandro de Sevilla, que se convirtió en su apoyo, y logró la conversión al catolicismo de su marido, el príncipe Hermenegildo. 
En esta situación, Hermenegildo se rebeló contra su padre el año 580, aunque hay quienes dicen que incitado por Gosuinda. Las razones del apoyo de Gosuinda e Ingunda a la rebelión no son claras, pero, como conjetura, parece que Gosuinda buscaba la vuelta al poder en Toledo; Ingunda apoyó incondicionalmente a su marido, quien se había convertido en el príncipe defensor de los católicos frente a los arrianos. Esta última hipótesis es contradicha por historiadores como E. A. Thompson, quien afirma que suficientes pruebas de que ni todos los católicos apoyaron a Hermenegildo ni todos los arrianos a Leovigildo.
Leovigildo terminó venciendo a Hermenegildo, quien fue ajusticiado por orden suya. La joven reina, después de ser usada en conflictos entre el Imperio Bizantino y los reinos francos, escapó a África con su hijo aún lactante, optando por huir luego a Roma, y pidió asilo en Constantinopla al emperador Mauricio, pero murió en algún punto del trayecto a la capital bizantina, en Sicilia en 584. Su hijo Atanagildo fue entregado por orden de Mauricio a su abuela materna, pese a la oposición del propio Leovigildo.